# Fußball-Bundesliga/Rekorde/SC Tasmania 1900 Berlin
Der Artikel Fußball-Bundesliga/Rekorde/SC Tasmania 1900 Berlin listet die vereinsspezifischen Rekorde des SC Tasmania 1900 Berlin auf, die mit Bezug auf die Zugehörigkeit zur deutschen Fußball-Bundesliga gehalten werden.
Der Verein ist aktuell kein Bundesligist (Stand: Saison 2025/26).

Siehe auch: 

## Vorbemerkung
Es besteht eine Unterteilung zwischen Positiv- und Negativrekorden sowie vereinsinternen Bestmarken. Weitere Rekorde, die dem Verein nicht zuzuordnen sind, werden im Hauptartikel unter „Allgemein“ gelistet. Dort bestehen zudem die Rubriken „Trainerspezifische Rekorde“, „Schiedsrichterspezifische Rekorde“ sowie „Sonstige Rekorde“. Es besteht außerdem die Möglichkeit „In nächster Zeit möglicherweise fallende Bestmarken“ im unteren Bereich der Hauptseite festzuhalten, bzw. die neuen Rekorde an die passenden Stellen einzusortieren. Wenn möglich, wird zu einem Positivrekord auch der Negativrekord als Gegenstück gelistet (und andersrum). Die Liste erhebt keinen Anspruch auf Vollständigkeit.

## SC Tasmania 1900 Berlin
Aktuelle Platzierung in der Ewigen Tabelle der Fußball-Bundesliga: Platz 58 von 58 (Stand: 34. Spieltag 2024/25)

### Positivrekorde
- wenigste Unentschieden: 4 (Stand: 34. Spieltag 2024/25)[1]

### Negativrekorde
- schlechteste Saison: 1965/66 (10 Punkte, 15:108 Tore)[2]
- wenigste Punkte: 10 nach Dreipunkteregel (Stand: 34. Spieltag 2024/25)[1]
- Letzter der Ewigen Tabelle: Platz 58 (10 Punkte und 15:108 Tore, Stand: 34. Spieltag 2024/25)[1]
- wenigste Punkte in einer Saison: 10 nach Dreipunkteregel bzw. 8 nach Zweipunkteregel (1965/66)
- meiste Spiele in Folge ohne Sieg: 31 (1965/66)[3]
- wenigste Tore in einer Saison: 15 (1965/66)[1]
- meiste Spiele ohne Torerfolg in einer Saison: 22 (1965/66, Stand: 34. Spieltag 2024/25)[4]
  - wenigste Spiele mit Torerfolg in einer Saison: 12 (1965/66, Stand: 34. Spieltag 2024/25)[4]
- meiste Heimspiele ohne Torerfolg in einer Saison: 11 (1965/66; gemeinsam mit dem FC St. Pauli, 2024/25, Stand: 34. Spieltag 2024/25)[5][6][4]
  - wenigste Heimspiele mit Torerfolg in einer Saison: 6 (1965/66; gemeinsam mit dem FC St. Pauli, 2024/25, Stand: 34. Spieltag 2024/25)[5][6][4]
- meiste Gegentore in einer Saison: 108 (1965/66)[1]
- meiste Gegentore in der Hinrunde: 58 (1965/66)[7]
- meiste Gegentore in der Rückrunde: 50 (1965/66)[7]
- wenigste Siege in einer Saison: 2 (1965/66; gemeinsam mit dem Wuppertaler SV, 1974/75)[1]
- meiste Niederlagen in einer Saison: 28 (1965/66)[8]
- wenigste Zuschauer in einem Spiel ohne COVID-19-Auflagen: 827 (1965/66, gegen Borussia Mönchengladbach)[9]
- höchste Heimniederlage: 0:9 (gegen den MSV Duisburg am 26. März 1966)[10]
- wenigste Punkte eines Aufsteigers nach 13 Spieltagen: 4 nach Dreipunkteregel bzw. 3 nach Zweipunkteregel (1965/66)[11]

### Vereinsintern
- Rekordspieler: Hans-Günter Becker (33 Einsätze)[12]
- Rekordtorhüter: Heinz Rohloff (18 Einsätze)[13]
- Rekordtorschütze: Wulf-Ingo Usbeck (4 Tore)[14]